# The Man Who Changed His Mind
The Man Who Changed His Mind è un film del 1936 diretto da Robert Stevenson.
È un film horror a sfondo fantascientifico britannico con Boris Karloff, John Loder e Anna Lee.

## Trama
Il dottor Laurience, brillante ma instabile uomo di scienza, conduce degli esperimenti sugli scambi mentali. Quando i suoi studi verranno rifiutati dalla comunità scientifica, egli diventerà molto vendicativo.

## Produzione
Il film, diretto da Robert Stevenson su una sceneggiatura di L. du Garde Peach, Sidney Gilliat e John L. Balderston, fu prodotto da Michael Balcon per la Gainsborough Pictures.

## Distribuzione
Il film fu distribuito nel Regno Unito dall'11 settembre 1936 al cinema dalla Gaumont British Distributors. È stato distribuito anche con il titolo Dr. Maniac.
Altre distribuzioni:
- negli Stati Uniti il 1º novembre 1936 (The Man Who Lived Again)
- in Francia il 12 febbraio 1937 (Cerveaux de rechange)
- in Danimarca il 15 marzo 1937 (Den mystiske Doktor)
- in Portogallo il 20 ottobre 1938 (Quatro Minutos de Vida)
- in Germania (Der Mann, der sein Gehirn austauschte)
- in Spagna (El hombre que trocó su mente)
- in Brasile (O Homem que Mudou de Alma)

## Critica
Secondo Fantafilm il film può vantare di una singolare storia di trapianti di cervelli che <<non è priva di un certo humor nero>> e nella quale Karloff <<si conferma protagonista eccellente degli horror-fantascientifici degli anni '30>>.